# Förstlingen

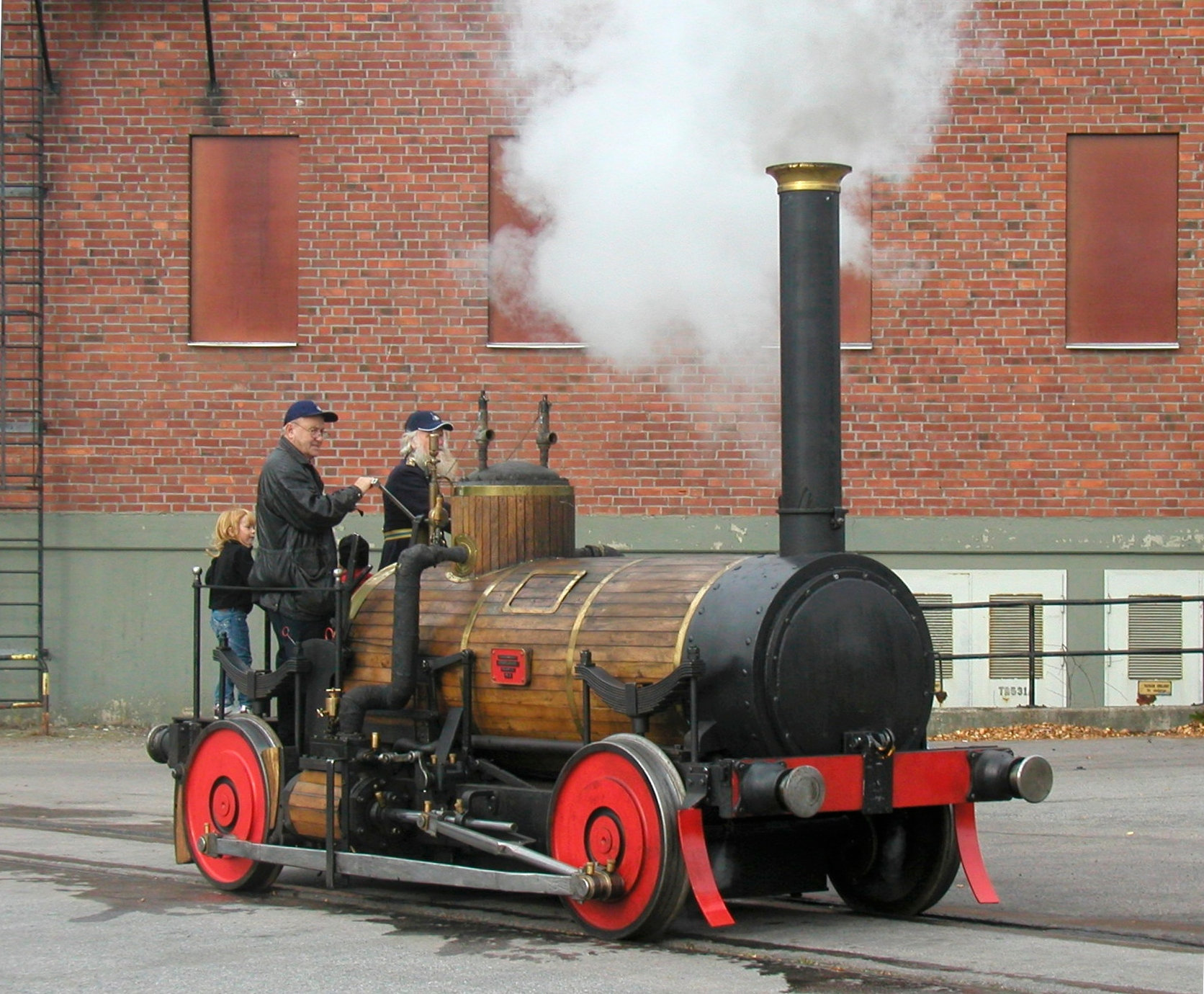
Förstlingen II, en exakt kopia av det ursprungliga loket, foto från 2009.

Förstlingen är det första ånglok som byggdes och användes i Sverige. Det konstruerades av ingenjör Harald Asplund och byggdes av Munktells mekaniska verkstad i Eskilstuna och premiärturen ägde rum 2 juni 1853. Det skulle användas vid byggandet av Norbergs Järnväg, men fungerade dåligt och blev senare ombyggt och använt vid Nora Ervalla Järnväg. Loket skrotades i Örebro 1882, men vissa delar finns kvar bland annat en ramsida, en cylinder och två hjul. Ångpannan hamnade som värmepanna vid Mosebacke i Stockholm.
Förstlingen hade en maskinstyrka av 20 hästkrafter och vägde 33 skeppund viktualievikt (5,6 ton).
På Sveriges Järnvägsmuseum i Gävle finns en modell av Förstlingen i skala 1:10.
"Intresseföreningen Förstlingen II" har inom "Projekt Förstlingen" sedan 1982 arbetat med att ta fram dels en modell i skala 1:5 och en rekonstruktion i full skala av Förstlingen, färdig och tagen i drift 22 maj 2004. Vid firandet av svenska järnvägens 150-årsjubileum den 5 juni 2006 i Nora framfördes denna kopia av Förstlingen av H.M. Carl XVI Gustaf.
En hyllningssång till "Förstlingen" gavs ut i Jönköping 1859 som första sång i samlingen "Tre alldeles nya wisor". Texten visar på den stora tilltro man hyste till att förstlingen skulle leda till ökade transporthastigheter. Sången finns med som spår 8 CD1 i "På mörön så kuta vi häja te gruva" Klingande tidsbilder från Norbergs Bergslag.